# 金曲音樂節
金曲國際音樂節（英語：Golden Melody Festival）是中華民國文化部影視及流行音樂產業局主辦，結合論壇、商務媒合會議、演唱會之大型音樂展演活動，其前身為行政院新聞局獨立主辦的「金曲音樂週」（英語：Golden Music Week），每年固定於流行音樂金曲獎頒獎典禮前夕進行。2014年起金曲國際音樂節與金曲獎頒獎典禮合併舉行，以GMA品牌名稱向國際接軌，將臺灣流行音樂多元面貌展現在國際舞台。

## 活動背景
以往的金曲獎，僅有傳統的各類獎項頒獎活動；2010年，行政院新聞局為了推廣台灣的流行音樂產業，決議將僅設有頒獎典禮的金曲獎拓展成結合各類展覽、論壇、藝人演唱會活動的「金曲週」，以各種型態的活動讓外界看見台灣流行音樂的傳承力量。
2011年起，為了展現台灣音樂產業的精神，這項由新聞局主辦的活動正式開放民間業者承辦；首度承辦此活動的滾石唱片，除了重新規劃活動整體結構，更讓單純屬於音樂產業的活動拓展成推廣校園與獨立音樂形象的大型民間活動。
2014年起，文化部影視及流行音樂產業局將活動轉型為B2B產業媒合商展平台，與金曲獎頒獎典禮合併辦理，期將金曲獎打造成為國際性活動與獎項。金曲國際音樂節系列活動廣邀亞、歐、美洲各國具代表性唱片公司、演出公司、經紀公司、國際媒體、影視業者、國際買家及音樂人等參與，希望促成國內外音樂相關產業交流與洽商，成為亞洲重要的商務媒合平台。

## 活動分區
註：有關分區配置，係參考大會手冊所列表，實際狀況需以大會公布之分區為準。

### 音樂市集
音樂市集的展示中，依照產業與主題性質差異，分成流行、獨立、數位等三大音樂主題館，以及平面設計館等展區，除展示音樂產業成果，部分參展業者也會在現場舉辦促銷活動，吸引到場參觀的消費者注目。
以資通訊產業為主的數位音樂館，則是集中展示電信業者所提供之音樂平台服務，以及資通訊相關產品。

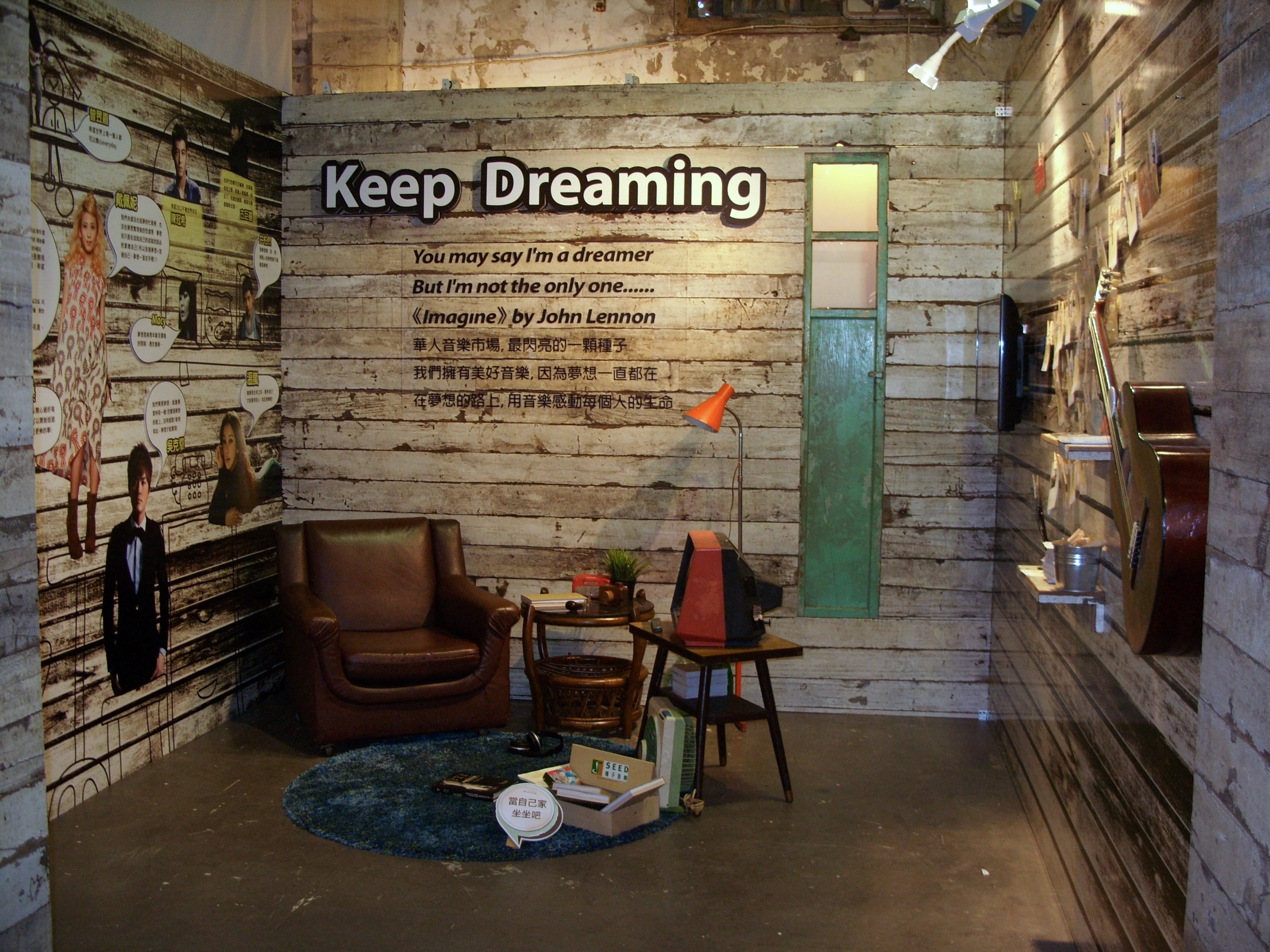
以音樂情境為主題的形象展示。圖例：種子音樂
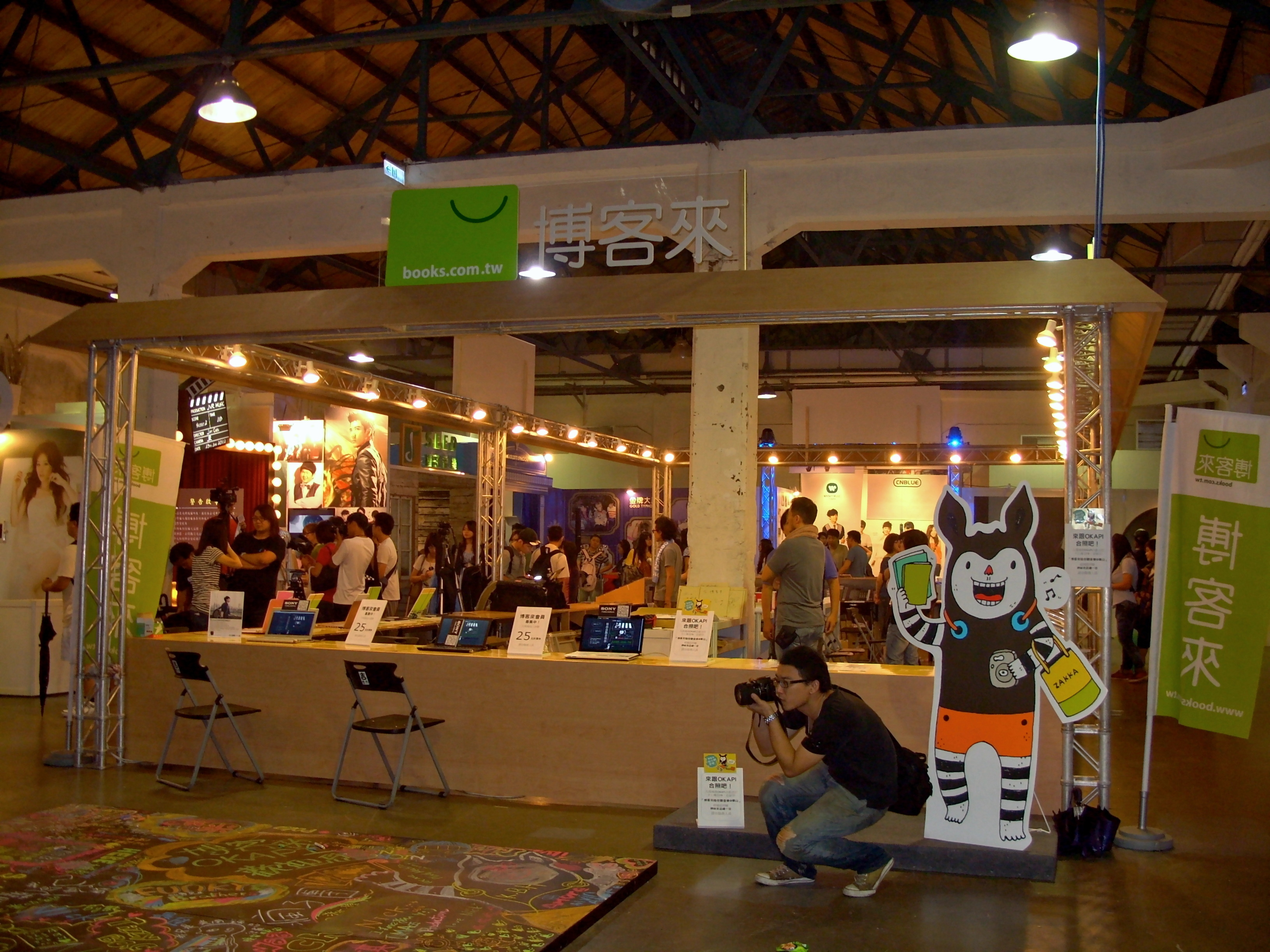
流行暨獨立音樂館，也有展品的現場展售。圖例：博客來網路書店
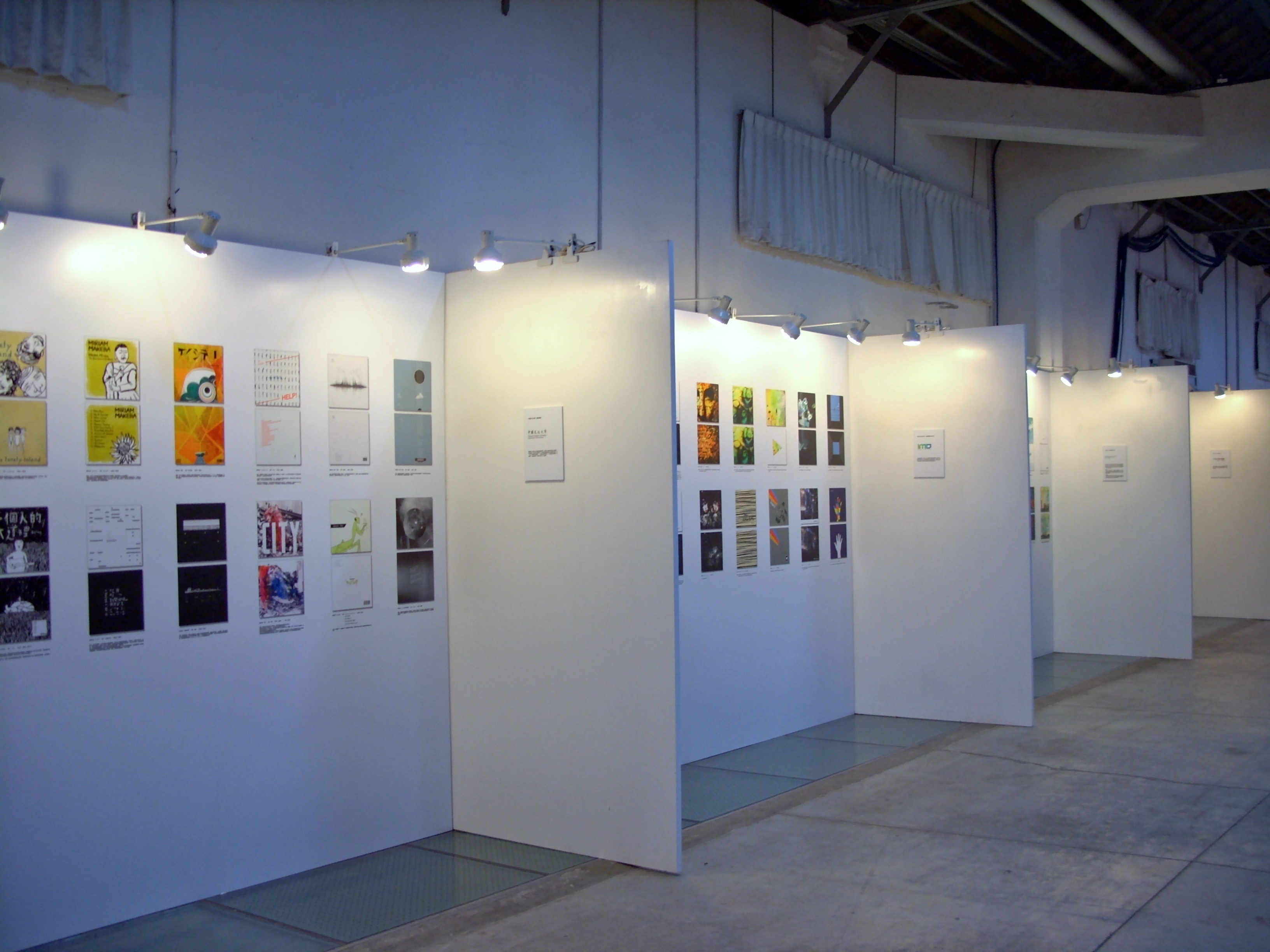
展示各類音樂產業相關設計成果的「平面設計館」。

### 演唱會
演唱會舞台設置分成三類型，有設置戶外的大、中型舞台，以及結合展覽、簽名會活動的小型舞台。
設置在華山戶外廣場的大型舞台，通常會選在開幕的頭二至三日舉辦活動，大多在此舞台表演之藝人團體，多半是當屆金曲獎入圍之歌手；音樂市集的戶外中型舞台，以及室內小型舞台，除了作為校園音樂活動推廣與獨立音樂表演的區域，部分簽唱會或參展單位的宣傳活動，也會在該處舉辦。

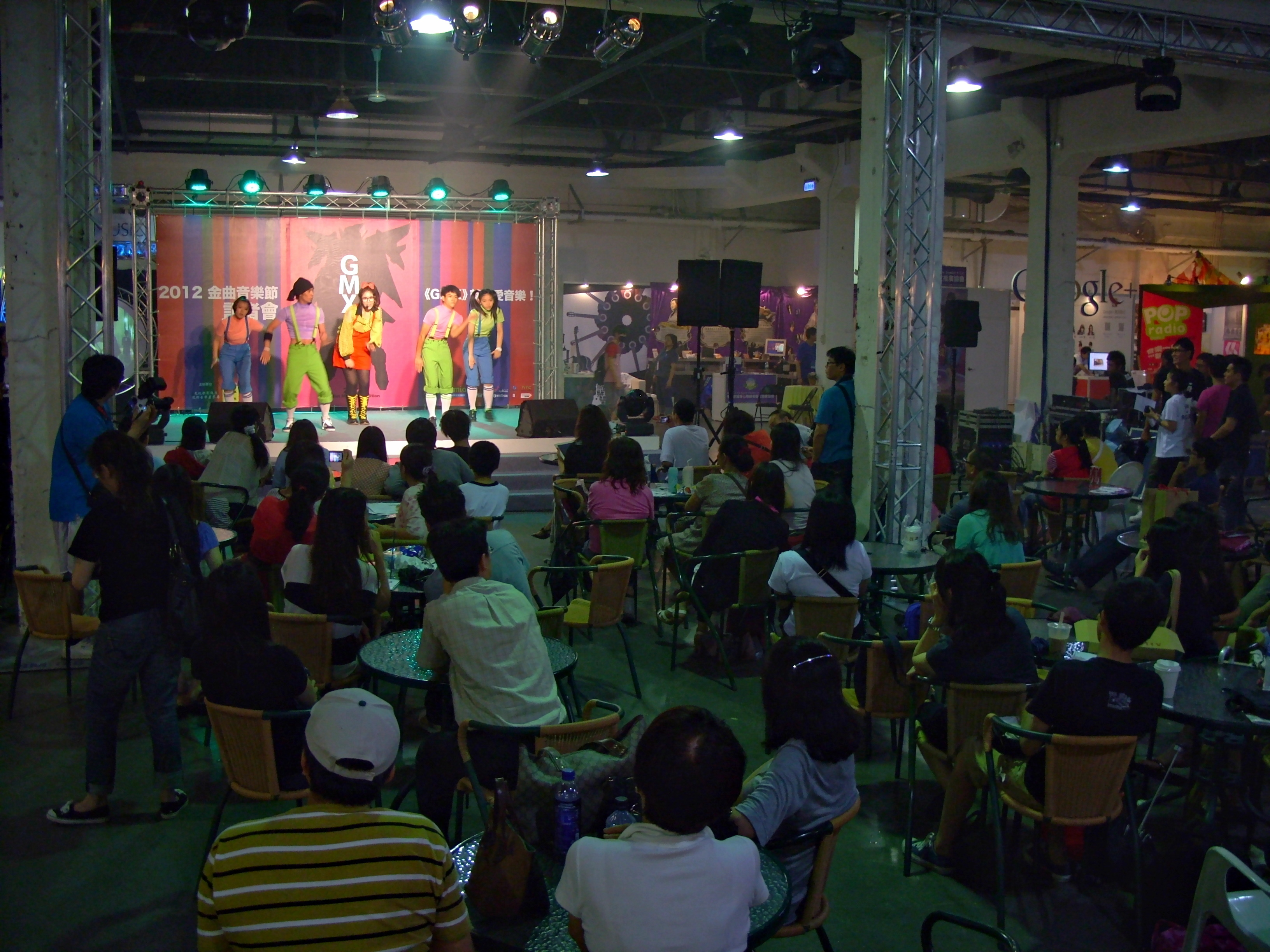
設置於小型舞台的演唱會，有時亦會舉辦簽名會或參展商活動。
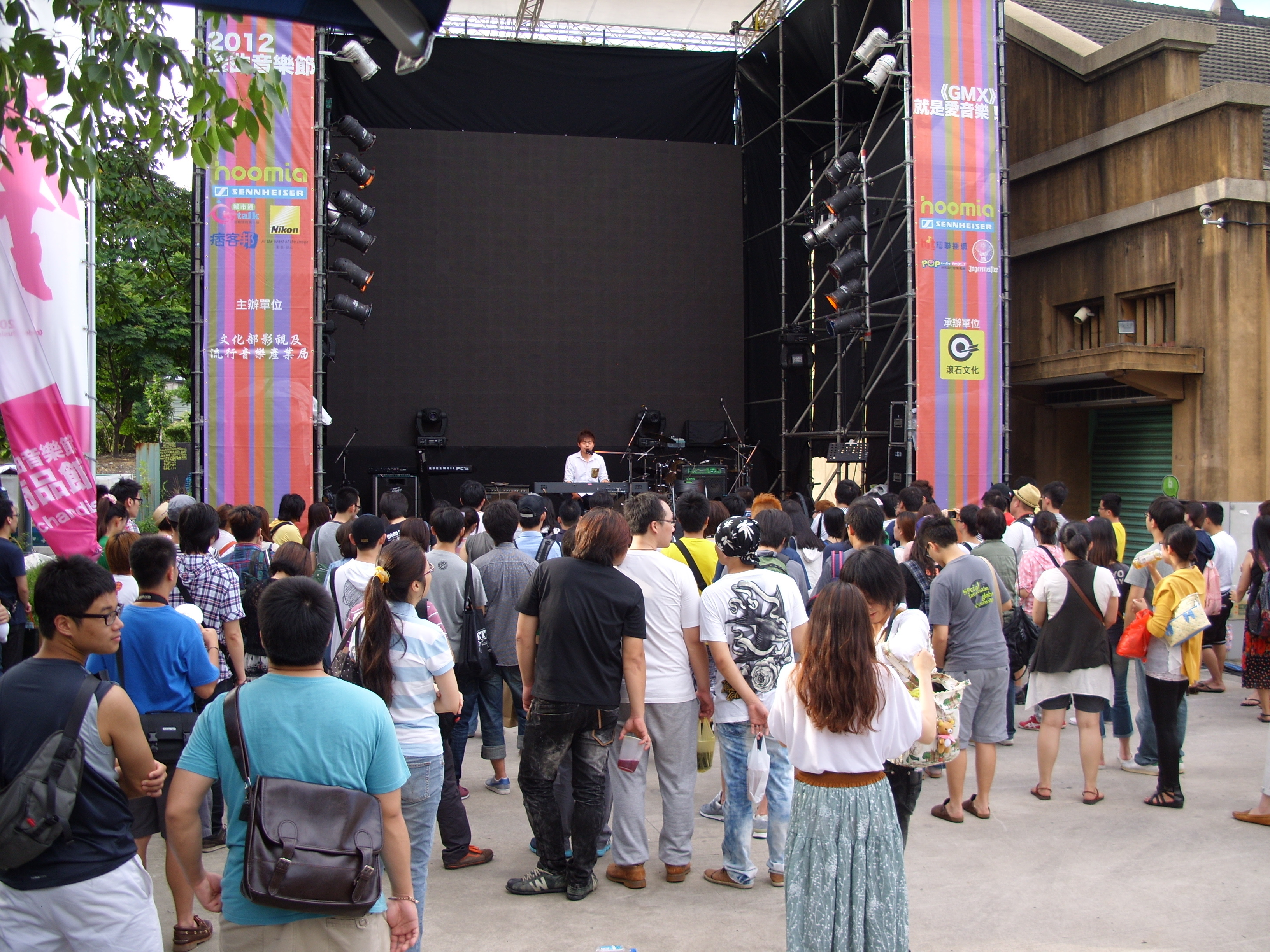
戶外中型舞台的演唱會，不時也會有校園活動推薦的樂手到場演出。
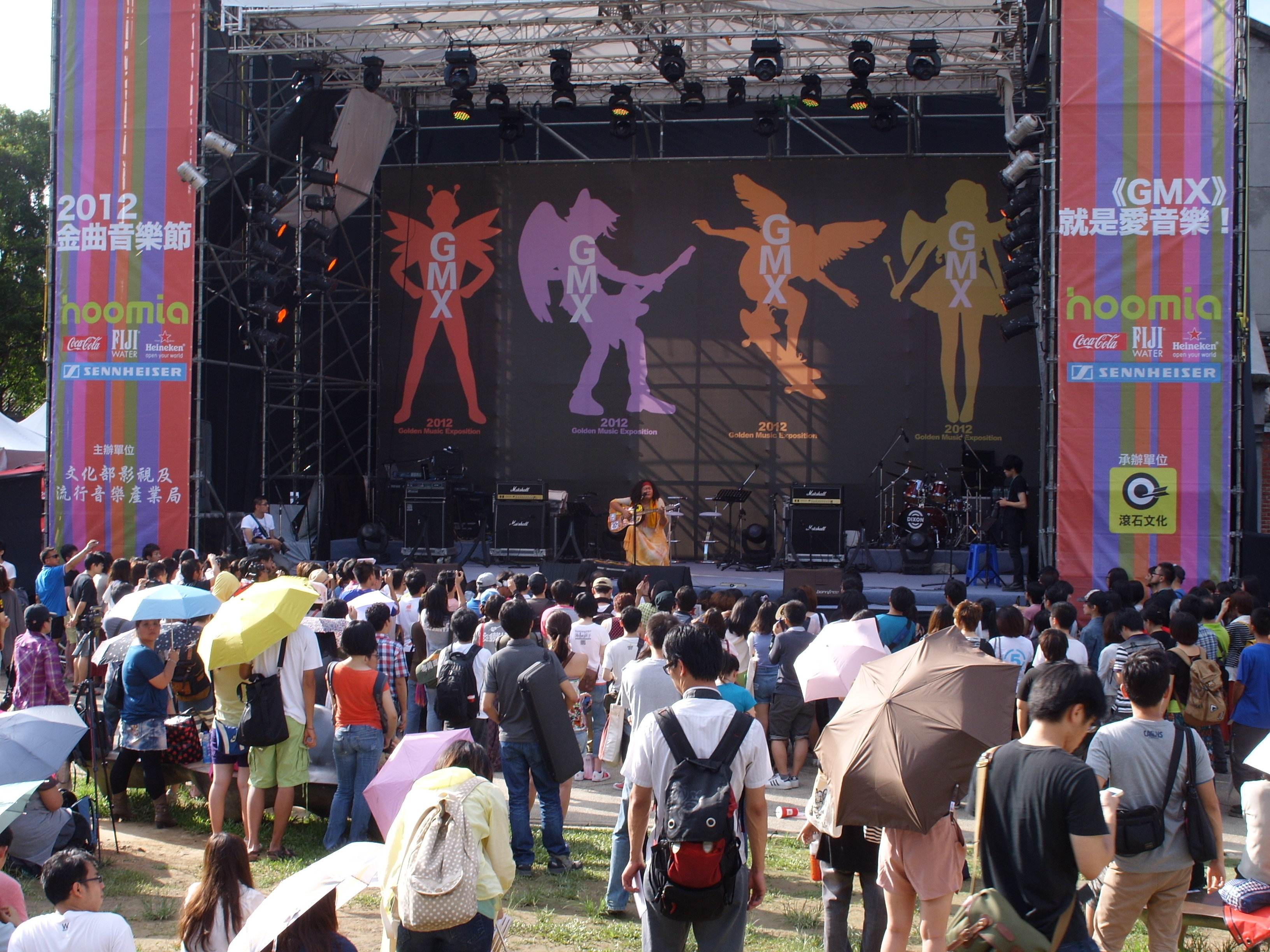
當屆金曲獎入圍之樂手，多半會在戶外廣場的大型舞台舉行演唱會。

### 金曲講座

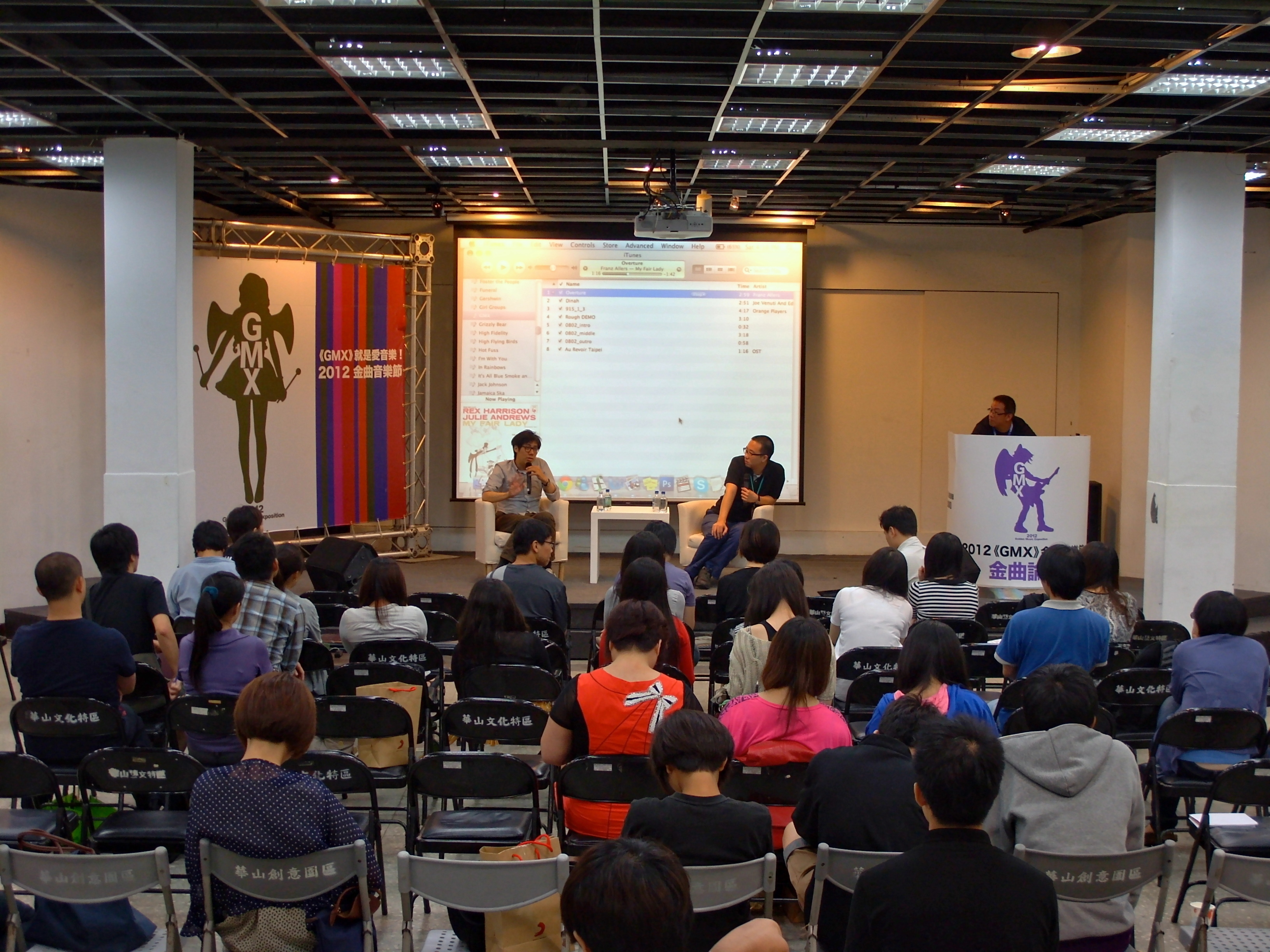
2012年金曲論壇

金曲講座（前身：金曲論壇）是以音樂產業為基礎，延伸至設計、電影、電玩、資通訊等領域之論壇研討活動，依照主題走向的不同，主辦單位會邀請各領域的專業人士進行主講，進行產業與跨領域結合的分析，並與參加的民眾進行研討與互動。
2014年起至今，為了提升活動的專業性，在升格成國際活動的同時，部分場次則是比照了台北國際電腦展的審核機制，僅開放相關產業人士報名參與，且大多數場次不開放現場報名，以維護活動品質。

## 歷年舉辦時期暨主題
| 年份               | 屆次               | 時間               | 主題               | 備註 |
| 《金曲音樂週》時期 | 《金曲音樂週》時期 | 《金曲音樂週》時期 | 《金曲音樂週》時期 | 《金曲音樂週》時期 |
| ------------------ | ------------------ | ------------------ | ------------------ | --- |
| 2010年             | 第一屆             | 2010年6月18─26日   | 舊愛，新人來       | 官方舉辦 |
| 《金曲音樂節》時期 |                    |                    |                    | |
| 2011年             | 第二屆             | 2011年6月10─17日   | 音樂飛起來         | 滾石唱片首度承辦 |
| 2012年             | 第三屆             | 2012年6月15─24日   | 就是愛音樂         | 展覽期間延長，當屆目前為歷年展期最長                                                                                       |
| 2013年             | 第四屆             | 2013年7月2─7日     | 新的好音樂         | 展覽期間歷年最短，改在七月初舉辦                                                                                           |
| 2014年             | 第五屆             | 2014年6月20─29日   | 金曲25             | 改由台灣電視公司承辦，升格為國際級活動，並依活動性質劃分多個地點舉辦，歷年規模最大，當年亦以「金曲國際音樂節」作為對外名稱 |
| 2015年             | 第六屆             | 2015年6月24─26日   | ？                 | 台灣電視公司與台灣唱片出版事業基金會聯合承辦，展覽活動設計略有些微差異                                                     |
| 2016年             | 第七屆             | 2016年6月22日─24日 | ？                 | |

## 外部連結
- 2024金曲國際音樂節官方網站
- 金曲GMA的Facebook專頁